# Мадагаскарская база
Мадагаскарская база (лат. Aviceda madagascariensis) — вид хищных птиц семейства ястребиных (Accipitridae). Подвидов не выделяют. Эндемик Мадагаскара.

## Описание
Мадагаскарская база — коршун среднего размера, длиной от 40 до 44 см и c размахом крыльев от 90 до 100 см. Голова довольно маленькая с небольшим гребнем, который обычно не виден в полевых условиях. Глаза большие, выпуклые. Крылья длинные, широкие, с закруглёнными окончаниями. Хвост средней длины (19,7—23 см), ноги короткие.
Верхняя часть тела коричневого цвета. Голова сероватая с нечёткими бледными полосами. Хвост с белым кончиком и тремя серовато-коричневыми полосами; кроющие перья хвоста с белыми крапинками. Нижняя часть тела белого цвета. Горло с коричневыми полосами. Грудь и бока с коричневыми или рыжеватыми полосами. Радужная оболочка коричневого или тускло-жёлтого цвета. Восковица тёмно-серая. Окологлазное кольцо серовато-коричневое. Лапы и ступни серовато-жёлтые с розоватым оттенком.

## Биология
Питается ящерицами (хамелеоны и гекконы) и крупными насекомыми. Охотится в сумерках, поодиночке, преимущественно с присады. Пролетает с медленными взмахами или на прямых крыльях расстояние 79—90 м и поражает добычу в листве или на стволах деревьев.
Биология размножения практически не изучена. Сезон размножения предположительно приходится на период с октября по декабрь. Одно гнездо было обнаружено на высоте 14 метров от земли в кроне дерева.

## Распространение и места обитания
Эндемик Мадагаскара. Встречается в большинстве типов лесов, включая плантации кокосовых и других пальм. Он был зарегистрирован от уровня моря до высоты 1800 м над уровнем моря. Его также можно увидеть в городах. Избегает самых густых лесов и наиболее засушливых или обезлесенных районов на юге и центральном плато.